# Catherine Helen Spence
Catherine Helen Spence (31 de octubre de 1825 - 3 de abril de 1910) fue una escritora, maestra, periodista, política, sufragista y georgista australiana nacida en Escocia. También fue ministra de religión y trabajadora social, además de partidaria de la representación proporcional electoral. En 1897 se convirtió en la primera candidata política de Australia después de postularse (sin éxito) a la Convención Federal celebrada en Adelaida. Llamada la "Mujer australiana más grande" por Miles Franklin y a la edad de 80 años llamada la "Gran anciana de Australia", Spence fue conmemorada en el billete de cinco dólares australiano emitido para el Centenario de la Federación de Australia. 

## Biografía
Spence nació en Melrose, Escocia, en octubre de 1825, como quinta hija de una familia de ocho. Su padre David Spence era banquero y abogado, su madre era Helen Brodie. Su hermana mayor, Agnes murió en la infancia, y sus hermanas fueron Jessie, Helen, Mary y los hermanos David, William y John. Mencionó que tuvo una "infancia feliz" y se sintió "bien educada" con sus padres "con una sola opinión respecto al cuidado de la familia". Tuvo un recuerdo temprano del gran funeral del novelista de Scottish Borders Sir Walter Scott, en 1832. La educación de Spence desde los cuatro hasta los trece años, fue en la Escuela del Convento de St. Mary, Melrose, cuya maestra principal era una señorita Phinn, a quien admiraba como "una maestra nata antes de su propio tiempo".  

## Política: feminismo, sufragio y "votación efectiva"
Abogó por el esquema de Thomas Hare para la representación de las minorías, en una etapa considerando este tema más apremiante que el del sufragio femenino. Spence hizo campaña para ambos temas y habló en eventos en toda Australia y en grandes manifestaciones políticas. Cuando se convirtió en vicepresidenta de la Women's Suffrage League, también realizó una gira y fue reconocida como una oradora poderosa para el feminismo y el sufragio femenino en Gran Bretaña y los EE. UU. Incluyendo hablar en conferencias en la  Feria Mundial de Chicago 1893. Regresó para encontrar el voto femenino ganado en 1894 en Australia del Sur, aunque no vivió para ver esto en su Escocia natal, ya que los votos para (algunas) mujeres no se otorgaron en Gran Bretaña hasta 1918. 

## Muerte
Murió en su casa en Queen Street, Norwood, el domingo 3 de abril de 1910, a la edad de 84 años. Según sus deseos, sus restos fueron enterrados en el Cementerio General, Brighton, Australia del Sur, junto a la tumba de su hermano JB Spence.